# Capay
Capay (anciennement Munchville et Langville) est une communauté non-incorporée du Comté de Yolo. Située à une altitude de 64 m, son Code ZIP est 95607. Elle tire son nom du mot utilisé par les Wintun du sud pour désigner un ruisseau.

## Histoire
Capay eut comme premier nom Munchville après l'installation des premiers colon en 1857. Ce nom fait référence à un homme nommé Munch qui construisit une maison à 2 étages sur l'emplacement du site. En 1870, le lieu était connu comme Langville en référence à Mr Lang qui y possédait un hôtel, une boutique et un dépôt de briques. En 1875, l'expansion de la ville conduisit à la réalisation d'un plan où on la renommait Capay. Un bureau de poste y fut ouvert en 1868.